# 多田雄幸
多田 雄幸（ただ ゆうこう、1930年4月10日 - 1991年3月8日〈60歳没〉）は、日本のヨットマン。新潟県出身。
史上初の世界一周単独ヨットレース「アラウンド・アローン（BOCレース）」クラスIIの優勝者。

## 経歴

### 生い立ち
1930年、新潟県長岡市生まれ。
新潟県立長岡中学校時代、グライダー部に所属、3級滑空士の資格を得た。3年生のとき、志願して予科練に入るが、戦争は末期、飛行機も壊滅状態で飛行訓練もできなかった。戦後、解体中の焼夷弾の不発弾が爆発し、右手などを負傷。
旧制新潟高等学校に入学。絵画や陶器に親しむ。卒業後、実家の商売を手伝い、衣類の行商を行う。
上京し、世田谷交通のタクシー運転手を経て、個人タクシー運転手となる。二科展へ絵画を出展し入賞。

### ヨットとの出会い
1966年、ディンギー Y-15を購入する。これは、10回観たジャズコンサート実況映画『真夏の夜のジャズ』で、イメージ映像として登場したヨットに魅了されたためである。船名を「ブルーモンク」と命名する。
1969年、飲み屋で偶然隣りに座った人からヨット自作の話を聞き、作業場に行く。建造中の23フィートのヨットと斉藤茂夫に対面。建造に参加。建造で無一文になったという意味で、「オケラ1世号」と命名する。仲間と伊豆大島などへクルージングする。

### オケラ5世号以前
1970年、「オケラ1世号」で仲間とともに相模湾クラスVレースに毎月出場。
1972年、三浦市南下浦にある福寿寺の境内で「オケラ2世号」（31フィート、FRP）を仲間と自作。小笠原までクルージングする。
1973年、城ヶ島近くの宮川漁港で「オケラ3世号」（30フィート、FRP）を仲間と自作。
1975年、サンフランシスコから沖縄までの単独ヨットレースに参加するため、「オケラ3世号」を単独でサンフランシスコまで回航。レースでは海洋博会場沖まで52日でゴール、第4位。アマチュア無線仲間によって「オケラ3世号」と参加レース艇のサポート通信が行われた。
1977年、油壺ヨットハーバーで西堀栄三郎に会い、植村直己の北極点犬ぞり単独行の計画を聞き、植村への協力を開始。
1978年、植村直己の北極点・グリーンランド犬ぞり単独行のサポート隊員を務める。

### オケラ5世号
シングルハンド世界一周レースの参加を決意。1980年12月、三浦市雨崎で「オケラ5世号」の自力建造に着手。完成に1年を要した。西堀栄三郎の紹介で光電製作所などから資金協力を受ける。
1982年5月から約3か月かけ、パナマ運河を経由してアメリカ合衆国ニューポートまで回航。
同年8月28日～ 1983年5月17日、第1回アラウンド・アローンに参加。クラスII優勝。

### 自殺
第3回アラウンド・アローンの参加を決意。メインスポンサーは光電製作所。清水港でヨットを自力建造。「KODEN・OKERA VIII」と命名する。
1990年、第3回アラウンド・アローンに参加。ニューポートまで回航。9月15日、ニューポートをスタートし、最初の寄港地ケープタウンに入港。出迎えの人々にサックスを吹いて聴かせた。しかし、弟子の白石康次郎によると、多田は吹きたくなかったと言っていたという。
ケープタウンを出航後、速度を増すために小さくしたキールの影響もあり、南氷洋で船が何度も横転した。その際、無線機・電子機器・CDプレーヤーなどが破損した。
1991年1月15日、シドニーに入港するが、6艇中5位であった。この時点でレースを棄権した。前回の好成績から高まった周囲の期待に相当な重圧を感じていた多田は憔悴していたという。
同年3月8日、シドニーのホテルで自殺した。享年60。
福寿寺（三浦市南下浦）の境内に、西堀栄三郎・植村直己・多田雄幸の3人の顕彰碑が建てられた。

## 人物
- 「エンターティナー・ユーコー」の名で呼ばれ、その人づきあいの良さとユニークな性格から、ヨット仲間だけでなく、レース主催者や新聞記者、他の一般人まで、多くの人々から愛された[要検証 – ノート]。
- トランペット、サキソフォン、キーボード等の楽器の我流演奏を好んだ。
- ヨットの資金稼ぎは個人タクシーの運転手で行っていた。
- 白石康次郎のコメント。

「芸術を愛し、寅さんと長島茂雄さんを合わせたような天性の自由人で、ヨットの師匠というより毎日をトコトン楽しむ“人生の師匠”でした」
- 植村直己のコメント。

「多田さんは心を許せる友達、何事につけても私の良きアドバイザーです。ノラリくらりとした感じの人なんですけれど、シンはちゃんとしっかりしていますね。厳しい体験をしても、それをあまり表面に出さない人です」

## 親交
- ヨットマンの白石康次郎は多田の弟子である。弟子入りした当時、白石は高校生であった。「ヨットの世界一周レースが始まって、日本人の多田雄幸さんが優勝したというニュース！　もう、こりゃ、弟子にしてもらおうと、東京駅まで行って電話帳で番号調べて家に押しかけました」と白石はインタビューで語っている。

## 第1回アラウンド・アローン優勝
航海距離は10万km。自著に航跡図が掲載されている。

### 航海ログ
- 1982年8月30日　ニューポート 発
- 同年10月27日　ケープタウン 着
- 同年11月13日　ケープタウン 発
- 1983年1月16日　シドニー 発
- 同年3月13日　リオデジャネイロ 着
- 同年4月10日　リオデジャネイロ 発
- 同年5月17日　ニューポート 着

### オケラ5世号 主要目
- 全長：13.20m
- 幅：3.95m
- マストの高さ：14m
- ドラフト（喫水下）：2.30m
- 重量：6.00トン
- 設計：斉藤茂夫

## 著書
- 『オケラ五世優勝す：世界一周単独ヨットレース航海記』 文藝春秋、1985年、ISBN 9784167482015。 / 文庫 ISBN 9784163399607。